# Функция на Дедекинд (теория на числата)
Вижте пояснителната страница за други значения на Функция на Дедекинд.
Функцията на Дедекинд е мултипликативна аритметична фунция намираща приложение в аналитичната теория на числата. Тя се бележи с {\displaystyle \psi (n)}. Ако
{\displaystyle n=\prod _{i=1}^{N}p_{i}^{\alpha _{i}}}
е представянето на {\displaystyle n} като произведение от прости делители, то функцията на Дедекинд се дефинра както следва:
{\displaystyle \psi (n)=n\prod _{i=1}^{N}\left(1+{\frac {1}{p_{i}}}\right)}